# Дражен Лубурић
Дражен Лубурић (Нови Сад, 2. новембар 1993) српски је одбојкаш. Игра на позицији коректора.
У јуну 2016. године потписао је уговор са пољским клубом ПГЕ Скра Белхатов. Дана 17. јула 2016. године Лубурић је са репрезентацијом Србије освојио златну медаљу у Светској лиги. То је била прва златна медаља у овом такмичењу за репрезентацију Србије и први велики успех за Лубурића. 
Са репрезентацијом је освојио златну медаљу у Паризу на Европском првенству 2019. године победом у финалу против Словеније са 3:1.